# TOUGH BOY
「TOUGH BOY」（タフ・ボーイ）は、日本のバンドであるTOM★CATが1987年に発表した楽曲。作詞・作曲はTOM。

## 概要
- オリジナル版シングル「TOUGH BOY」は1987年3月21日発売。フジテレビ系アニメ『北斗の拳2』の主題歌として使用された。
- プロデュースにうじきつよし（KODOMO BAND）を起用し、ロック色を強めたサウンドとなった。また、メジャーレーベルでの名義「TOM★CAT」、並びに1984年のデビューから在籍したキャニオン・レコード（現：ポニーキャニオン）のAARD-VARKレーベルでリリースした最後のシングルでもある。
- 1番の歌詞には、流行語となる16年前に「マニフェスト」という言葉が入っている。
- 『北斗の拳2』用テレビサイズでは、1番と2番のパートが入り交じるなど、歌詞の改変が多い。
  - レコード用フルサイズで「いかれた」「eighties」と歌われている個所が、テレビサイズでは「ふざけた」「nineties」に変わっている。
- 円道祥之『空想歴史読本』ではこの曲の歌詞ならびに『北斗の拳2』が本編開始からも数年後であることを根拠に作中の核戦争がノストラダムスの予言にある1999年7の月の「恐怖の大王」ではないと主張している。
- サビの「No boy no cry」は、ことわざの「No pain, no gain」（苦労がないなら利益もない）と同様に解釈（泣かない少年はいない）すると日本語歌詞の文脈との矛盾が生じる。「No pain, no gain」型ではなくてボブ・マーリーの「No Woman, No Cry」（女よ泣くな）と同様に解釈（少年よ泣くな）すると矛盾しない。

## 使用
- オリックス・バファローズの杉本裕太郎の登場曲である。
- 2009年4月に29歳で急死したプロボクサー・小松則幸の入場曲でもあった。
- 2024年10月13日にプロボクサーの寺地拳四朗がWBC世界フライ級王座決定戦としてクリストファー・ロサーレスに挑んだ際には寺地の入場曲であるクリスタルキングの「愛をとりもどせ!!」に加え本曲とのメドレーで入場した。

## バージョン
| バージョン                    | リリース時期 | 収録 | レーベル                              | 備考 |
| ----------------------------- | ------------ | --- | ------------------------------------- | --- |
| TOUGH BOY                     | 1987         | - シングル「TOUGH BOY」 - ベストアルバム「TOM★CAT ベスト」 - ベストアルバム「ポプコン・スーパー・セレクション TOM☆CATベスト」 - サウンドトラック「北斗の拳2 音楽集」 - ベストアルバム「北斗の拳 ORIGINAL SONGS」 - アルバム＆サウンドトラック「北斗の拳 PREMIUM BEST」 | - ポニーキャニオン - ヤマハ音楽振興会 | シングル・アルバム各種に収録。 - 曲の構成：前奏16小節→1番（Aメロ・A'メロ・Bメロ・1サビ・1'サビ・2サビ）→間奏8小節→2番（A'メロ・Bメロ・1サビ・1'サビ・2サビ×4）→後奏8小節。1'サビの後部と2サビの冒頭が重なっている。2番のあとの2サビリフレイン時にギターによるオブリガートが入る。 - 歌 詞：2サビを除き1番と2番で語句が相違する。 - シャウト：前奏で2回、間奏で1回、後奏で1回、「Hey！Hey！Hey！」とシャウト。                                                                       |
| TOUGH BOY（テレビサイズ）     | 1987         | - アルバム＆サウンドトラック「北斗の拳 PREMIUM BEST」 | - ポニーキャニオン                    | アニメ『北斗の拳2』オープニング主題歌。 - 曲の構成：前奏8小節→Aメロ・A'メロ・Bメロ・1サビ・1'サビ・2サビ→後奏8小節。1'サビの後部と2サビの冒頭が重なっている。 - 歌 詞：Aメロ（1番「いかれた時代」→「ふざけた時代」）、 A’メロ（2番のAメロ歌詞）、Bメロ（1番）、1サビ（1番）、1'サビ（2番）、2サビ（「80's」→「90's」） - シャウト：なし。 |
| TOUGH BOY（90' version）      |              | |                                       | - 歌 詞：「80's」を「90's」と改変。 |
| TOUGH BOY（パチスロver.）     | 2006         | |                                       | パチスロ機『北斗の拳SPECIAL EDITION』挿入歌。 - 曲の構成：2サビ×2→間奏8小節→Aメロ・A'メロ→間奏8小節→Bメロ・1サビ・1'サビ→間奏24小節→2サビ×2（最初に戻って繰り返し）。 - 歌 詞：Aメロ（1番）、 A’メロ（2番のAメロ歌詞）、Bメロ（1番）、1サビ（1番）、1'サビ（2番）、2サビ（「80's」） - シャウト：なし。 - そ の 他：実機ではバトルボーナスが14連以上した場合、JACIN時に行われる抽選により1/3の確率でBGMが「愛をとりもどせ!!」からこの曲に変化する。シングルCDはパチスロ店限定販売。 |
| TOUGH BOY（SPECIAL EDITION）  | 2006         | - シングル「愛をとりもどせ!! SPECIAL EDITION」 | - TOMO MUSIC                          | - 曲の構成：1st ver.とほぼ同一。 - 歌 詞：1st ver.とほぼ同一。2サビで輪唱、歌詞「80's」の部分でシャウト。 - 唱 法：コブシ・巻き舌・べらんめえ口調など、関東方言全開で歌唱。 - シャウト：あり。 - そ の 他：元クリスタルキングの田中雅之がコーラスに参加。2番のあとの2サビリフレイン時のオブリガートを田中がスキャット（歌詞「アー」）で歌唱。 |
| TOUGH BOY (21st century ver.) | 2009         | - ミニ・アルバム「ラヂオ」 - シングル「ユリア…永遠に（Excite ver.）/ Tough Boy（21st century ver.）/ Silent Survivor（Hard ver.）」 | - ベルウッド・レコード                | - 曲の構成：2サビ×2→間奏8小節→1番（Aメロ・A'メロ）→間奏16小節→1番（Bメロ・1サビ・1'サビ・2サビ×２）→2番（Aメロ・A'メロ・Bメロ・1サビ・1'サビ）→間奏24小節→2サビ×6。冒頭と末尾にラジオのスイッチのON・OFF、チューニング音。 - 歌 詞：1st ver.と同じ。 - 唱 法：1番A～Bメロはささやき声、2番A～Bメロはダミ声で歌唱。 - シャウト：なし。 - そ の 他：沼倉真（Guitar）、GUTWIE（Bass）、ササブチヒロシ（Drums）が参加。                                                                 |

## TOUGH BOYをカバーしたアーティスト
- アニメタル
  - アルバム『アニメタル・マラソンV』（2003年）
- 桃井はるこ
  - カバーアルバム『COVER BEST カバー電車』（2007年）
- 喜多修平
  - アルバム『キタポニクス』（2008年）
- 滝田樹里 & 下田麻美
  - アルバム『トランス北斗の拳』（2008年）
- 後藤邑子
  - カバーアルバム『ごとそん』（2010年）
- MEG
  - 『TOUGH BOY』（2010年、フランス限定配信）
- たんこぶちん
  - 『TOUGH BOY（〜TOUGH GIRL）』（2014年、映画『ハイキック・エンジェルス』主題歌）

### イタリア
- ハイロード
  - アルバム『MEDUSA’s COIL』（2004年、日本盤ボーナス・トラック）
- Green Noize
  - 『Tough Boy [ITA vers. + testo]』（2016年）
- Kaioh（Federico Pasquini）
  - 『Initial Dave Eurobeat Series Vol. 1』（2020年）
- Ardityon
  - カバーシングル「TOUGH BOY」（2020年）
- Angelo Bissanti
  - カバーアルバム『ABC Vol. 4』（2022年）